# Disteganthus lateralis
Disteganthus lateralis là một loài thực vật có hoa trong họ Bromeliaceae. Loài này được (L.B.Sm.) Gouda mô tả khoa học đầu tiên năm 1994.